# Mancoa
Mancoa es un género de plantas fanerógamas de la familia Brassicaceae. Comprende 12 especies descritas y de estas, solo 7 aceptadas.

## Taxonomía
El género fue descrito por Hugh Algernon Weddell y publicado en Chloris Andina 2: pl. 86d. 1859.

## Especies aceptadas
A continuación se brinda un listado de las especies del género Mancoa aceptadas hasta octubre de 2014, ordenadas alfabéticamente. Para cada una se indica el nombre binomial seguido del autor, abreviado según las convenciones y usos.
- Mancoa bracteata (S. Watson) Rollins
- Mancoa foliosa (Wedd.) Wedd.
- Mancoa hispida Wedd.
- Mancoa mexicana Gilg & Muschl.
- Mancoa pubens (A. Gray) Rollins
- Mancoa stylosa Rollins
- Mancoa venturii Al-Shehbaz